# Holocentropus
Holocentropus – chruścik (Insecta: Trichoptera) z rodziny Polycentropodidae. Larwy żyją w jeziorach (limnal) w strefie elodeidowej, najliczniej w jeziorach dystroficznych i jeziorach śródleśnych. Tylko Holocentropus stagnalis zasiedla drobne zbiorniki okresowo wysychające. Biologia rzadkiego Holocentropus insignis jest słabo poznana.
Larwy są drapieżne, zjadają drobne organizmy wodne, budują lejkowate sieci łowne, połączone z mieszkalną norką. Sieć zbudowana jest z nici jedwabnych. Postacie doskonałe (imago) spotykane są w pobliżu jezior, aktywne wieczorem i w nocy, przylatują do światła.
W podobnym siedlisku (jeziora, strefa elodeidów) zamieszkują także larwy z rodzaju Cyrnus, w pokroju zewnętrznym bardzo podobne do larw z rodzaju Holocentropus, różnią się ubarwieniem głowy oraz haczykowatymi zadziorami na pazurkach odnóży analnych.
W Polsce występują następujące gatunki:
- Holocentropus dubius
- Holocentropus insignis
- Holocentropus picicornis
- Holocentropus stagnalis